# リサ・コリンズ
リサ・コリンズ（Lisa Collins、1968年 - ）は、オーストラリアの女優。

## 出演作品
- 悪い女
- バックラッシュ
- ディープ・レッド
- トゥームストーン
- デッド・カーム/戦慄の航海